# Corpfin Capital
Corpfin Capital es una empresa española de capital inversión especializada en impulsar proyectos empresariales de crecimiento en la península ibérica, a través de adquisiciones de compañías junto con equipos directivos (buy-out), inyecciones de capital (capital expansión), consolidación (buy-and-build) o internacionalización.
Corpfin Capital está entre los cinco mayores grupos independientes de capital inversión en España y desde su creación ha invertido más de 1000 millones de euros a través de cinco fondos. La empresa tiene sede operacional en Madrid. 
Corpfin Capital es firmante de los Principios de Inversión Responsable (PRI) desde 2012.

## Historia
Corpfin Capital se fundó en 1990 por Felipe Oriol. Actualmente la firma está dirigida por Alberto Curto, Gorka García, Álvaro Olivares y Fernando Trueba como Socios Directores.
En 2019 Corpfin Capital comenzó a invertir su último fondo Corpfin Capital Fund V por importe cercano a los 300 millones de euros. En 2014 Corpfin Capital levantó su cuarto fondo Corpfin Capital Fund IV con compromisos de inversión por importe de 255 millones de euros, actualmente en fase de desinversión. Además Corpfin Capital ha gestionado los fondos Corpfin Capital Fund III de 223 millones de euros, Corpfin Capital Fund II de 135 millones de euros y Corpfin Capital Fund I  de 26 millones de euros.

## Cronología reciente
- 2020: Corpfin Capital desinvierte su participación mayoritaria en Palex Medical y continúa en la compañía como accionista.[9] Por esta desinversión Corpfin Capital obtuvo el premio otorgado por ASCRI, Deloitte e IESE a la mejor operación de middle market en 2020.[10]
- 2019:  Corpfin Capital completa la toma participaciones mayoritarias en Sanicen[11] y Berioska.[12] Corpfin Capital desinvierte de Perfumerías Arenal, la división de residencias de mayores de Grupo 5 y el Grupo Preving.[13]
- 2018: Corpfin Capital invierte en el grupo turístico Marjal, y en los fabricantes Barna y Dimoldura.[14]
- 2017: Corpfin Capital invierte en el grupo de salud mental y residencias Grupo 5, y en la compañía de educación Kids&Us.[15]

## Inversiones
Las inversiones de Corpfin Capital se concentran principalmente en la península ibérica. En enero de 2020 en la cartera del fondo de inversiones se incluían las siguientes compañías:
- Babaria (cosmética e higiene personal)
- Sanicen (guantes de higiene y protección)
- Dimoldura (fabricación de puertas de interior y molduras)
- Grupo Barna (harinas, aceites y derivados de pescados)
- Grupo Marjal (campings y resorts vacacionales)
- Kids&Us (enseñanza de inglés para niños)
- Grupo 5 (salud mental)
- Elastorsa (productor de mezclas de caucho)
- Grupo Palex Medical (distribuidor de equipamiento médico)
- Secna (colorantes naturales)
- Grupo Preving (seguridad y prevención de riesgos laborales)
- El Fornet (panaderías y cafeterías)

## Corpfin Capital Real Estate Partners
Desde 2017 es independiente de Corpfin Capital. 